# 匈牙利驻华大使馆
匈牙利驻华大使馆（匈牙利語：A Magyar Nagykövetsége - Peking, Kína），是匈牙利駐中国的主要外交机构。匈牙利驻华大使馆另外还兼任驻朝鲜和蒙古使馆。
2008年8月，匈牙利驻华大使馆对2008年四川地震中受灾者开放，安置了一些灾民。这些灾民后来獲邀至匈牙利旅行，并且访问了中匈双语学校。